# Edward Burra
Edward Burra (ur. 29 marca 1905 w Londynie, zm. 22 października 1976 w Hastings) – brytyjski malarz surrealista.

## Życiorys
Inspiracji szukał w barach, dyskotekach i nocnych klubach wielkich miast. Jest autorem m.in. Snack Bar (1930) i akwarel ze scenami z nowojorskiemu Harlemu (1933–1934).
Jako artysta bardziej dojrzały, po II wojnie światowej, skoncentrował się na tematyce politycznej. Malował też krajobrazy w konwencji bliskiej angielskiemu romantycznemu malarstwu pejzażowemu.

## Wybrane dzieła
- Czaszka w krajobrazie, 1946